# Potts Camp
Potts Camp es un pueblo del Condado de Marshall, Misisipi, Estados Unidos. Según el censo de 2000 tenía una población de 494 habitantes y una densidad de población de 214.3 hab/km².

## Demografía
Según el censo de 2000, había 494 personas, 195 hogares y 135 familias residiendo en la localidad. La densidad de población era de 214,3 hab./km². Había 225 viviendas con una densidad media de 97,6 viviendas/km². El 66,60% de los habitantes eran blancos, el 32,59% afroamericanos y el 0,81% pertenecía a dos o más razas. El 0,61% de la población eran hispanos o latinos de cualquier raza.
Según el censo, de los 195 hogares en el 36,9% había menores de 18 años, el 43,6% pertenecía a parejas casadas, el 20,0% tenía a una mujer como cabeza de familia y el 30,3% no eran familias. El 26,2% de los hogares estaba compuesto por un único individuo y el 10,8% pertenecía a alguien mayor de 65 años viviendo solo. El tamaño promedio de los hogares era de 2,53 personas y el de las familias de 3,01.
La población estaba distribuida en un 29,4% de habitantes menores de 18 años, un 10,5% entre 18 y 24 años, un 28,1% de 25 a 44, un 20,6% de 45 a 64 y un 11,3% de 65 años o mayores. La media de edad era 31 años. Por cada 100 mujeres había 85,0 hombres. Por cada 100 mujeres de 18 años o más, había 81,8 hombres.
Los ingresos medios por hogar en la localidad eran de 23.472 dólares ($) y los ingresos medios por familia eran 30.903 $. Los hombres tenían unos ingresos medios de 28.333 $ frente a los 21.875 $ para las mujeres. La renta per cápita para la ciudad era de 11.600 $. El 23,0% de la población y el 20,1% de las familias estaban por debajo del umbral de pobreza. El 27,0% de los menores de 18 años y el 18,8% de los habitantes de 65 años o más vivían por debajo del umbral de pobreza.

## Geografía
Según la Oficina del Censo de los Estados Unidos, la localidad tiene un área total de 2,3 km², todos ellos correspondientes a tierra firme.